# Jardín Botánico Logan
El Jardín Botánico Logan en inglés: Logan Botanic Garden es un jardín botánico de unas 6,5 hectáreas de extensión que se encuentra en Port Logan en la costa suroeste de Escocia, Reino Unido. 
Este jardín botánico es uno de los cuatro que conforman el RBGE (National Botanic Gardens of Scotland), Edimburgo, Dawyck, Logan y Benmore.
Es miembro del BGCI, y presenta trabajos para la Agenda Internacional para la Conservación en los Jardines Botánicos.
El código de identificación del Logan Botanic Garden como miembro del "Botanic Gardens Conservation International" (BGCI), así como las siglas de su herbario es E.

## Localización
Se encuentra en Port Logan en los Rhins of Galloway, la punta suroeste de Escocia. Esta zona tiene un clima suave, debido a la influencia de la corriente del Golfo. Este clima atemperado permite prosperar al aire libre a plantas que en otras zonas de Escocia no podrían sobrevivir.
- Latitud: 54° 44'38N
- Longitud: 4° 57'25W

Logan Botanic Garden, Port Logan, Stranraer, Dumfries & Galloway, DG9 9ND, Escocia, Reino Unido.

## Historia
El jardín en Logan tiene como fecha de creación el año de 1869 cuando James McDouall se casó con Agnes Buchan-Hepburn, un jardinero muy afamado de "Smeaton in East Lothian". 
Agnes comenzó a experimentar plantando especies de plantas de climas templados. Sus hijos, Kenneth y Douglas, heredaron su amor de cultivar plantas y continuaron su labor ampliando el jardín.
Cuando Kenneth McDouall murió, legó la finca Logan a su primo, sir Ninian Buchan-Hepburn, y en 1949 la finca pasó a Sr. Roland Olaf Hambro. 
Después de su muerte a inicios de la década de 1960, una agrupación filantrópica se hizo cargo de la conservación del jardín. 
Sin embargo, por falta de recursos, los administradores cedieron el predio a la nación en 1969. Año, en el que sir Ninian recuperó la casa y los dominios con el jardín encerrado de 1.5 hectáreas (3.5 acres) que fue anexionado al "Royal Botanic Garden" junto con 5 hectáreas (12 acres) de arbolado.

## Colecciones
Sobre el 50 % de las plantas que aquí se encuentran tienen un origen silvestre y en su mayoría tienen una procedencia del Hemisferio sur templado.
- El jardín de árboles, donde se recrea un bosque con especies de Australia y Nueva Zelanda, tales como Eucalyptus, helechos arborescentes, especies de Olearia, Leptospermum, Callistemon y Fuchsia. Además en su parte más alta alberga también numerosas especies traídas de una expedición a Chile, tales como Drimys, Crinodendron, Berberis, Embothrium, Desfontainea, Eucryphia y Lobelia.
- El jardín de la turbera que fue una creación innovadora de los hermanos McDouall. En los años 20 adquirieron muchas plantas de China y los Himalayas que requerían condiciones húmedas y ácidas. El jardín de la turbera ofrece las condiciones similares para las plantas que se encuentran en las áreas húmedas de las laderas escarpadas y en prados de alta montaña. Las laderas de la turbera fueron reconstruidas en 1993, y se plantaron con Meconopsis, Primulas, Trilliums, Gaultheria, los Rhododendron enanos y otras especies que crecen bajo las Ericaceae.
- El jardín cerrado era el jardín de flores y vegetales anexo a la casa de Logan. Durante la primavera con la floración de los bulbos, las camelias, los magnolias y los rododendros aportaban su perfume y su colorido para el gozo de los visitantes. Durante los meses del verano, el jardín cerrado tenía probablemente la mejor colección de perennes que se encontraran en Escocia, con Fuchsias, Salvia, Osteospermum, Diascia, Argyranthemum, Verbena y Gazania. Pero además aquí se albergan numerosas especies extrañas y raras como unos helechos arborescentes (Dicksonia antarctica) de Australia, de 150 años de edad, así como unas palmas de las verduras (Cordyline australis) de Nueva Zelanda con más de 100 años de edad, así como Echium de las islas Canarias y de Madeira.
- El pantano de Gunnera, en el microclima especial de Logan, el Gunnera manicata procedente del sur de Brasil, produce unas hojas enormes de hasta 1.5 m de diámetro sostenidas por tallos verdes de hasta 3 m de alto. Las plantas mueren en invierno, pero prosperan durante los meses del verano.
- The Discovery Centre, aquí se exhibe la información sobre el jardín botánico de Logan y sobre los otros jardines botánicos nacionales de Escocia.